# Campionati dell'Unione Pedestre Italiana 1906
Gli VIII campionati dell'Unione Pedestre Italiana si tennero presso il velodromo Umberto I di Torino il 30 settembre 1906. Furono l'ultima edizione di questo campionato: lo stesso anno fu infatti organizzato da La Gazzetta dello Sport il primo campionato italiano assoluto di atletica leggera a Milano, nel giorno in cui fu fondata la Federazione Podistica Italiana, la quale diverrà dall'anno successivo l'unica federazione a organizzare campionati nazionali di atletica leggera in Italia, almeno per quanto riguarda le gare maschili.
Il programma della manifestazione fu lo stesso dell'edizione precedente, con la sola aggiunta della gara dei 400 metri piani. Le gare di corsa 25 km e marcia 30 km si svolsero sul percorso Torino-Vinovo e ritorno.
Durante la menifestazione fu eguagliato il record italiano dei 100 metri piani (Umberto Barozzi, 11"0), mentre Emilio Lunghi migliorò quello dei 400 metri piani portandolo a 52"1/5.

## Risultati
| Specialità   | Oro                                         | Prestazione | Argento                                                | Prestazione | Bronzo                                       | Prestazione |
| 100 m        | Umberto Barozzi Ginnastica e Scherma Novara | 11"0 =      | Giuseppe Tarella Sport Club Audace Torino              | s/t         | Emilio Brambilla Forza e Coraggio Milano     | s/t         |
| 400 m        | Emilio Lunghi Sport Pedestre Genova         | 52"1/5      | Giuseppe Tarella Sport Club Audace Torino              | a 50 cm     | Umberto Barozzi Ginnastica e Scherma Novara  | s/t         |
| 1500 m       | Emilio Lunghi Sport Pedestre Genova         | 4'12"3/5    | Mario Nicola Sport Club Audace Torino                  | 4'24"0      | Massimo Cartasegna Società Ginnastica Torino | s/t         |
| 25 km        | Pericle Pagliani Società Podistica Lazio    | 1h27'11"0   | Dorando Pietri Atalanta Torino                         | 1h27'19"2/5 | Aduo Fava Fortitudo Bologna                  | 1h27'28"2/5 |
| Marcia 30 km | Pietro Cerutti Atalanta Torino              | 2h54'00"4/5 | Lorenzo Sola Associazione Sportiva La Fratellanza 1874 | 2h58'21"0   | E. Rambaudi Sport Club Audace Torino         | 3h04'25"0   |